# شعر مايا أنجيلو

مايا أنجيلو هي كاتبة أمريكية من أصل إفريقي تُعرف بسيرها الذاتية السبع، فضلًا عن كونها شاعرة ناجحة غزيرة الإنتاج. لُقبت ب «شاعرة بلاط النساء السود» وتعتبر قصائدها أناشيد لأمريكيين من أصل إقريقي. درست الشعر وبدأت تكتبه في سن صغير، واستخدمته مع روائع الأدب بأشكاله المختلفة لتتأقلم مع صدمتها النفسية حسبما تروي في سيرتها الذاتية الأولى الأكثر شهرة أعرف لماذا يغرد الطائر الحبيس. شغلت العديد من الوظائف في شبابها قبل أن تصبح شاعرة مثل اشتراكها في جولة أوروبية لأداء أوبرا بورغي آند بيس، وتأديتها موسيقى الكاليبسو في الملاهي الليلية في خمسينيات القرن العشرين. هذا بالإضافة إلى كتابتها العديد من الأغنيات التي ضمتها فيما بعد إلى دواوينها الشعرية. لكنها في نهاية الأمر تركت عملها كمؤدية وتفرغت للكتابة.
وبالرغم من أنها كانت تعتبر نفسها شاعرة وكاتبة مسرحية، كتبت في عام 1969 سيرتها الذاتية الأولى أعرف لماذا يغرد الطائرالحبيس التي جلبت لها الشهرة العالمية واستحقت عليها الإشادة. يعتبر العديد من قرائها أنها شاعرة في المقام الأول وكاتبة سير ذاتية في المقام الثاني، بيد أنها تعرف أكثر بأعمالها النثرية. وقد نشرت عدة دواوين شعرية وحققت نجاحًا مماثل في عالم الشعر. بدأت مسيرتها الأدبية بكتابة ديوان شعر وسيرة ذاتية بالتبادل، ورشح ديوانها الأول اعطني فحسب شربة ماء باردة قبل أن قبل أن أموت (1971) إلى جائزة البوليتزر. كما أنها ألقت في عام 1993 واحدة من قصائدها الأكثر شهرة «على نبض الصباح» في تنصيب الرئيس الأمريكي بيل كلينتون.
تعبر أنجيلو عن العديد من الأفكار الرئيسة المتشابهة خلال كتاباتها سواء في السير الذاتية أو الشعر. هذه الأفكار تتضمن الحب، والفقدان المؤلم، والموسيقى والتفرقة والعنصرية، والنضال. وليس من اليسير تصنيف شعرها حسب الأفكار التي يتناولها أو التقنيات المستخدمة فيه، لكن يمكن مقارنته بالموسيقى وأشكالها، لاسيما البلوز؛ فأنجيلو كمغني البلوز تستخدم الضحك أو السخرية بدلًا من الدموع؛ لتتأقلم مع الأشياء الصغيرة التي تضايقها، والحزن، والمعاناة الشديدة. تدور العديد من قصائدها حول الحب والعلاقات التي تتغلب على المصاعب، كما تعبر في قصائدها: «ومع ذلك أنهض»، و«أعرف لماذا يغرد الطائر الحبيس»، و«قصيدة المليونية». وتستخدم الشاعرة الاستعارات في شعرها «للترميز»، أو «لإيجاب الشيء باستخدام النفي المزدوج»، لتعبر عن معان يفهمها غيرها من السود، لكن أفكارها ومواضيعها تنطبق عالميًا على كل الأعراق. كما تستخدم لغة الحياة اليومية، واللغة العامية للسود، وموسيقاهم بأشكلها، وتقنياتهم البلاغية مثل اللغة الصادمة والاستخدام العرضي للتجديف، والموضوعات التي لا تقبلها التقاليد. وأنجيلو لا تتحدث عن نفسها فحسب بل عن عرقها ونوعها بأسرهما كما يتضح في سيرها الذاتية. وتعبر الأفكار الرئيسة في قصائدها وسيرها الذاتية باستمرار عن الاحتجاج معتدل النبرة، والتغلب على المصاعب والنجاة، وبث الأمل عبر الفكاهة. ودائمًا ما يصاحب فكرة العنصرية عند أنجيلو معالجتها للصراع والمصاعب التي يكابدها عرقها.
ويعتبر بعض النقاد أن سير أنجيلو الذاتية أهم من شعرها. وبالرغم من أن كتبها تحتل قوائم الكتب الأكثر مبيعًا، لا ينظر لشعرها بجدية مثل نثرها ولا يدرس كما يرام. ومن الممكن تفسير عدم اهتمام النقاد بالإشادة بأنجيلو إلى كلا من الطابع العام للعديد من قصائدها ونجاجها الباهر، ولتفضيل النقاد للشعر المكتوب على الشعر الشفهي الذي تلقيه.

## خلفيتها
درست أنجيلو الشعر وبدأت في كتابته في سن صغيرة؛ فقد «وقعت في غرامه في ستامبز (أركنساس)»، المدينة التي نشأت فيها واختارتها لتدور فيها أحداث سيرتها الذاتية الأولى أعرف لماذا يغرد الطائر الحبيس (1969). اُغتصِبت في عمر الثامنة كما تروي في الطائر الحبيس؛ وتعاملت مع هذه الصدمة عن طريق حفظ والقاء روائع الأدب، بما فيها الشعر، وهو ما ساعدها على من الخروج من الصمت الذي فرضته على نفسها. ووفقًا للباحثة ياسمين.ي.ديجوت، أثر الأدب في الحساسسية الأدبية لأنجيلو عندما أصبحت شاعرة وكاتبة، لاسيما في«تحرير الخطاب الذي تطور في أسلوبها الشعري».
شغلت أنجيلو كشابة العديد من الوظائف التي نجحت فيها نجاحًا لا بأس به: مغنية، وراقصة، ومؤدية. كما أنها اشتركت في جولة أوروبية لتقديم أوبرا بورغي آند بيس في عام 1954 و1955، وكانت مغنية في ملاهي سان فرانسيسكو ولوس أنجلوس في خمسينيات القرن العشرين. وبينما كانت تؤدي في ملهى ذا بريبل اونيون في سان فرانسيسكو، غيرت اسمها بعد إلحاح من مديريها ومناصريها من ريتا جونسون إلى مايا أنجيلو؛ لأنه «اسم مميز» يميزها ويوصل احساس رقص الكاليبسو الذي كانت تؤديه. ثم سجلت في عام 1957 ألبومها الغنائي الأول، ميس كاليبسو، الذي يظهر فيه تركيزها على موسيقى الكاليبسو التي كانت مشهورة في ذلك الوقت، وفي السنوات التي عملت فيها مؤدية في الملاهي الليلية. ثم تخلت عن تأدية الكاليبسو لتتفرغ للكتابة كما وصفت في سيرتها الذاتية الرابعة، قلب امرأة (1981).
سجلت أنجيلو ألبومي شعر وأغاني كانت قد كتبتهما أثناء عملها في الملاهي اليلية؛ الأول في عام 1957 لصالح شركة ليبرتي ريكوردز، والثاني «شعر مايا أنجيلو» لصالح جي دابليو بي ريكوردز في السنة السابقة على نشر الطائر الحبيس، ثم ضمتهما فيما بعد إلى دواوين شعرها. وبالرغم من أنها كانت تعتبر نفسها كاتبة مسرحية وشاعرة عندما تحداها روبرت لوميس لكتابة الطائر الحبيس، الذي جعلها معروفة عالميًا ومحط إعجاب، أصبحت أنجيلو تعرف بسيرها الذاتية السبع. وبكتابة سيرتها الذاتية، أصبحت أنجيلو أول أمريكية من أصل إفريقي تستطيع أن تناقش حياتها الشخصية على الملأ، وهو ما ميزها وجعلها تحظى باحترام شديد بصفتها متحدثة عن السود والنساء، وجعلها «دون شك... كاتبة السيرة الذاتية السوداء الأكثر شهرة في أمريكا»، و«وصوت من أعظم أصوات كتاب السيرة الذاتية في عصرها».
وبدءًا من الطير الحبيس، اتبعت أنجيلو «طقس الكتابة» نفسه لعدة سنوات في تأليف أعمالها جميعًا نثرًا كانت أم شعرًا؛ كانت تستيقظ في الصباح وتذهب إلى فندق حيث كانت تطلب من العاملين إزالة أية صور من على الحائط، وكانت تكتب في دفتر من الورق الفلوسكاب وهي مستلقية على السرير ومعها زجاجة من نبيذ الشيري، وعلبة من ورق اللعب لتلعب سوليتير، وقاموس روجيه للمترادفات، والكتاب المقدس ثم ترحل في الفترة المبكرة من بعد الظهيرة. كانت تكتب ما بين العشرة والاثنتى عشرة صفحة يوميًا في المتوسط تخفض عددها بعد التعديلات إلى أربع صفحات في المساء.

## شعرها
أنجيلو شاعرة غزيرة الإنتاج، قد ألفت عدة دواوين من الشعر لا يزال العديد منها الأكثر مبيعًا. وقد شهدت نجاح كشاعرة كما شهدته ككاتبة سيرة ذاتية. بدأت في أول مسيرتها الأدبية تكتب سيرتها الذاتية وديوان من الشعر بالتبادل. وبعدما نشرت السيرة الذاتية، الطير الحبيس، بفترة قصيرة، نشرت ديوان شعرها الأول اعطني فحسب شربة ماء باردة قبل أن أموت(1971) الذي أصبح من دواوين الشعر الأكثر مبيعًا، ورشح إلى جائزة البوليتزر؛ وهو يحوي العديد من القصائد التي كانت كانت أغاني أدتها أنجيلو من قبل وسجلتها. وفي عام 1994، جمعته دار نشر راندوم هاوس مع دوواينها الأربعة في مجموعة الدواوين الكاملة لمايا أنجيلو. كما نشرت عدة دواوين أخرى من شعر أنجيلو، فضلًا عن عدة قصائدة فردية أخرى.
ألقت أنجيلو قصيدتها الأكثر شهرة «على نبض الصباح» في تنصيب بيل كلينتون في عام 1993. وفي عام 1995، ألقت قصيدة «الحقيقة الشجاعة الصادمة» التي وصفها ريتشارد لونغ بأنها «القصيدة'العامة'الثانية» في إحياء الذكرى الخمسين للأمم المتحدة. وفي عام 1995، اختيرت أنجيلو لالقاء واحدة من قصائدها في مليونية الأمريكين من أصل إفريقي في واشنطن التي دعا إليها لويس فرخان. وكانت أيضًا أنجيلو أول أمريكية من أصل إفريقي في قيد الحياة تختارها ستيرلينغ بابليشنغ لتنشر أعمالها؛ جمعت خمس وعشرين قصيدة من قصائدها في ديوان سلسلة الشعر موجه للشباب في عام 2004. وفي عام 2009، كتبت أنجيلو «كان معنا»، وهي قصيدة عن مايكل جاكسون قرأتها كوين لطيفة في جنازته، وكتبت «يومه قد انقضى» لتكريم نيلسون مانديلا بعد وفاته في عام 2013، ونشرتها وزارة الخارجية الأمريكية في كتاب يرافقه فيديو لأنجيلو وهي تلقيها.

## دواوينها
- اعطني فحسب شربة ماء باردة قبل أن أموت (1971). نيويورك، راندوم هاوس.
- ادع لي أن يناسبني جناحي (1957). نيويورك، راندوم هاوس.
- ومع ذلك أنهض (1978). نيويورك، راندوم هاوس.
- لماذا لا تغني يا شاكر؟ (1983). نيويورك، راندوم هاوس.
- الآن سبأ تغني الأغنية(1987). نيويورك، دار نشر بلوم.
- لن يؤثر في (1990). نيويورك: دار نشر بنتام.
- الأعمال الشعرية الكاملة لمايا أنجيلو(1994). نيويورك، راندوم هاوس.
- امرأة استثنائية: أربع قصائد تحتفل بالنساء(1995). نيويورك، راندوم هاوس.
- شعر للشباب. بيركشاير (2007). المملكة المتحدة: دار نشر ستيرلنغ.
- صدرت أول مختارات شعرية لها مترجمة إلى اللغة العربية عن دار الأدهم في القاهرة (عام 2015)، بعنوان «امرأة استثنائية»، وترجمة: عبد الكريم بدرخان.[23]

## قصائد منشورة
- «على نبض الصباح» (1993). نيويورك، راندوم هاوس.
- «حقيقة شجاعة صادمة» (1995).نيويورك، راندوم هاوس.
- «من امراة سوداء إلى رجل أسود»(1995).
- «السلام الرائع» (2005).نيويورك، راندوم هاوس.
- «أمي: مهد يضمني»(2006).نيويورك، راندوم هاوس.
- «احتفالات، وطقوس الصلاة والسلام»(2006).نيويورك، راندوم هاوس
- «كان معنا» (2009)
- «يومه قد انقصى» (2013)

## الأفكار

### الأفكار العامة
تعبر أنجيلو عن العديد من الأفكار المتشابهة خلال كتابتها؛ سواء في سيرها الذاتية أو شعرها. هذه الأفكار تتضمن الحب، والفقدان الموجع، والموسيقى، والتفرقة والعنصرية، والصراع. ووفقًا لديجاوت، شعر أنجيلو ليس من اليسير تصنيفه حسب الأفكار التي يعبر عنها والتقنيات المستخدمة فيه.
وهي أحيانا تربط بين قصيدتين في دواوينها لتزيد الأفكار قوة، وهو ما تفعله، على سبيل المثال، في ديوانها الثاني ادع لي أن يناسبني جناحي (1975). تتحدث العديد من قصائدها، لاسيما تلك اللائي في ادع لي، عن أشياء معروفة عالميًا. وتوظف في أعمالها الاستعارات النسوية والأخرى المألوفة، كما تناقش الكثير من الأفكار التي تناقشها أغاني البلوز، وتستخدم لهجة الأمريكين الأفارقة؛ لتعبر عن أفكار عالمية تنطبق على كل الأعراق. هذا بالإضافة إالى القافية والتكرار، وهو الأمر الذي يصفه الناقد ليمان. ب. هاغن بأنه «عادي للغاية ويفتقد للخيال» في كل أعمالها؛ سواء كانت شعرية أو نثرية، بالرغم من أنها تستخدم القافية في سبع قصائد فحسب من الثماني والثلاثين في ديوان اعطني فحسب شربة ماء. ويصرح جون ألفريد أفانت أن العديد من قصائد أنجيلو من الممكن أن ترافقها موسيقى مثل موسيقى الجاز، وموسيقى نينا سايمون؛ فعلى سبيل المثال، كانت كلمات قصيدة «عادوا إلى منازلهم» في ديوان اعطني فحسب شربة ماء في الأصل مكتوبة لتصبح أغنية.
وتُقارن قصائد أنجيلو بالموسيقى وأشكالها المختلفة؛ فقصائد ديوانها الرابع  لماذا لا تغني يا شاكر؟(1983) تُقارن مع موسيقى المغنية الفرنسية إديث بياف، وأفضل قصائد الديوان، حسبما ترى جانيت بلندال في نقدها له، هي تلك التي تشبه في بنائها موسيقى البلوز. كما يقارن الناقد هارولد بلوم«عن تلميع الأحذية في التايمز سكوير» في ديوان اعطني فحسب شربة ماءبشعر البلوز\ الاحتجاج لانغستون هيوز، ويقترح أن الطريقة المثلى لتحليل موضوعات أنجيلو وأفكارها، وأسلوبها، استخدامها للعامية في هذه القصيدة ومعظم قصائدها الأخرى هو استخدام «نموذج مبني على موسيقى البلوز»؛ بما أنها مثل مغنيي البلوز تستخدم الضحك أو السخرية بدلًا من الدموع لتتأقلم مع المضايقات الطفيفة، والحزن، والمعاناة الشديدة. وترى بلاندل، في نقدها لديوان أنجيلو الثالث، مع ذلك أنهض، في ليبراري جورنال أن قصائد أنجيلو التي تحاكي شكل الخطاب والموسيقى هي الأكثر فاعلية. أما قصائدها الأخرى فهي حسبما تقول «غارقة في الاستعارات المبتذلة والقوافي المتكلفة».
وتدور العديد من قصائد أنجيلو حول الحب والعلاقات؛ على سبيل المثال، قصائد الجزء الأول كلها من ديوان اعطني فحسب شربة ماء تركز على الحب. وهو ما تعلق عليه كارول.أ.نوبور في مقالها الكاتبات الجنوبيات، بأن القصائد " تصف مراحل الحب، من لحظة الاكتشاف العاطفي له إلى الشك الأول في الفقدان الموجع؛ فأكثر من نصف القصائد في لماذا لا تغني يا شاكر؟ تركز على الحب (لاسيما الفقدان الذي يجب أن يتلوه) والعلاقات المحكوم عليها بالفشل.
ويعلق الناقد ويليام سيلفستر أن أنجيلو توظف الاستعارات في شعرها لل «ترميز» أو «لإثبات المعاني بنفيها» لتعبر عن معان يفهمها غيرها من السود؛ فعلى سبيل المثال، تقول السطور الأخيرة في قصيدتها «عرض الأزياء البني الداكن» في اعطني فحسب شربة ماء، «سأذكّرهم إذا سمحت، انظروا إلى ركبتي\ لديك علامات تنظيف ميس آن»؛ هي هنا تشير للعبودية عندما كان يطلب من الإماء السود أن يكشفن عن ركبهم؛ ليثبتوا أنهم نظفوا بجد. ويستطرد أن أنجيلو غالبًا ما تستخدم هذه التقنية في شعرها لتولد مشاعر مختلفة في نفس القاريء؛ في هذه القصيدة من المرح إلى الغضب. ويردف أنها تستخدم التقنية نفسها في «رسالة إلى مدمن طموح»، وأيضأ في اعطني فحسب شربة ماء؛ فالتهوين الذي يحتويه تكرار «لا يحدث شيء» يظهر انتشار العنف في المجتمع. ويصف هاغن ترميز أنجيلو بأن ذو «دلالة»، ويستطرد أن «معرفة الاستخدام اللغوي للسود في المناطق المختلفة وفولكولورهم يحسن من فهم قصائد أنجيلو»، وأنه بالرغم من الدلالات الموجودة في كثير من قصائد أنجيلو، الأفكار والموضوعات التي تتناولها عالمية بما يكفي ليفهمها القراء جميعًا ويقدرونها. وترى ديجاوت أن أنجيلو تنقل المعنى خلال الصور الأدبية، والمفردات الكثيفة، والتقنيات الشعرية مثل التعسف المجازي، والغموض، والتشخيص. واستخدام أنجيلو للغة يحرر قراءها من فهمهم التقليدي للغة واعتقاداتهم حول التجربة الإنسانية؛ فهي تستخد لغة الحياة العادية، وعامية السود وموسيقاهم وأشكالها، وتقنياتهم البلاغية مثل اللغة الصادمة، الاستخدام العرضي للتجديف، والموضوعات التي لا تتماشى مع التقاليد. وتضيف ديجاوت أنه بالرغم من أن هذا الاستخدام للغة ليس التقنية الأساسية التي توظفها، فهي تظهر في قصائدها الأكثر شهرة.

### العنصرية والتحرر
وأنجيلو لا تتحدث عن نفسها فحسب في سيرها الذاتية، بل أيضًا عن نوعها وعرقها. وهي تعبر في قصائدها عن الاحتجاج معتدل النبرة، وعن فكرة النجاة في سيرها الذاتية وتبث الأمل عبر الفكاهة. وتتصف العديد من قصائدها بأنها ذات طبيعة شخصية، خاصة تلك في ديواني اعطني فحسب شربة ماء باردة، وادع لي، بالرغم من ذلك نجد فكرة العنصرية وفكرة التحرير المرتبطة بها حاضرة في قصائدها وسيرها الذاتية. فوفقًا لديجوت «تميز أنجيلو موهبة خاصة؛ هي ترجمتها للتجربة الشخصية إلى خطاب سياسي». وتطلق الباحثة كاثي. م. إيسيك على معظم أعمال أنجيلو في اعطني فحسب شربة ماء «قصائد احتجاجية». ووفقًا لهاجن القصائد في القسم الثاني من الديوان، على سبيل المثال، لها نبرة عسكرية وطابع «نقدي» أكثر من الموجودة في القسم الأول، وتعبر عن تجربة كون المرء أسودًا في عالم يسيطر عليه ذوو البشرة البيضاء. تقول ديجاوت، بالرغم من ذلك، أن قصائد أنجيلو تحتوي على مستويات من المعنى، وأن القصائد في القسم الأول من الديوان تتحدث عن أفكار العنصرية، وقوة النساء والتحرر بذكاء أكبر، وترى أن «رجل زوزو» مثال على قدرة أنجيلو على ترجمة تجربتها الشخصية إلى خطاب سياسي، وخلق مستويات مختلفة للتحرر في شعرها.
وتركز العديد من قصائد أنجيلو، لاسيما تلك في اعطني فحسب شربة ماء على خبرات النساء الجنسية والرومانسية، لكن بطريقة مغايرة للطريقة المعتادة في كتابة هذا النوع من الشعر في العصور السابقة. كما أنها تتحدى الأفكار العسكرية والأخرى المتمركزة حول الرجال، والرسائل الموجودة في شعر حركة الفنون السوداء في أواخر ستينات القرن العشرين وأوائل السبعينيات التي دفعتها إلى نشر ديوانها اعطني فحسب شربة ماء. وتستشهد ديجاوت بقصيدة «الزوجين» التي توجد في ادع لي، كمثال آخر على إستراتيجية أنجيلو في الجمع بين أيديولوجية التحرر والتقنيات الشعرية.
ووفقًا لبلوم، الأفكار الرئيسة في شعر أنجيلو شائعة في حيوات العديد من الأمريكيين السود؛ فقصائد أنجيلو تشيد بالناجين الذين انتصروا رغم العنصرية، وتخطوا الصعوبات والتحديات. وتصرح نويبار أن أنجيلو تركز على حيوات الأمريكين من أصل إفريقي في الفترة التي تبدأ من العبودية إلى ستينيات القرن العشرين، وأن أفكارها الرئيسة «تتناول بشكل موسع القلق المؤلم الذي يعاني منه السود المرغمون على الاستسلام، والشعور بالذنب الذي ينتابهم لرضاهم بهذا الحال واضطرارهم لقبول الكثير من الأشياء، بالإضافة إلى الاحتجاج والمستوى الأولي للنجاة».
ويرى الناقد روبرت. ب.ستيبتو أن قصيدة «جولة أخرى بعد» في ديوان ومع ذلك أنهض متأثرة بشدة بأغاني العمل والاحتجاج التي كانت تغنى في الماضي؛ فالرقم المتساوي للمقاطع الشعرية في القصيدة المكونة من ثمان مقاطع يكون جملة مكررة مثل تلك الموجودة في عديد من أغنيات العمل، وهي تنويعات للعديد من قصائد الاحتجاج. فستيبتو مبهور بإبداع أنجيلو لنوع جديد من الفن من الأشكال الفنية التي تعبر عن العمل والاحتجاج، لكنه يشعر أنها لم تطوره بما يكفي، ويصنف عملها مع الأعمال التقليدية للشعراء السود الآخرين، ويقارن القصائد في ومع ذلك أنهض بأعمال لانغستون هيوز، غويندولن بروكس وستيرلنغ براون. ويمدح أيضًا ستيبتو أنجيلو لاستعارتها «مختلف الإيقاعات الشعبية وأشكالها لتدعم قصائدها باستحضار جوانب من التراث المكتوب وغير المكتوب لثقافتها». وبالرغم من نقد أنجيلو اللاذع للعنصرية، أكدت في كتاباتها ما يسميه هاغن فكرة رئيسة متكررة، ألا وهي «أننا نتشابه في أكثر مما نختلف».

### ببليوجرافيا
- Bloom, Harold. (2001). Maya Angelou. Broomall, Pennsylvania: Chelsea House Publishers. ISBN 0-7910-5937-5
- Burr, Zofia. (2002). Of Women, Poetry, and Power: Strategies of Address in Dickinson, Miles, Brooks, Lorde, and Angelou. Urbana, Illinois: University of Illinois Press. ISBN 978-0-252-02769-7
- DeGout, Yasmin Y. (2009). "The Poetry of Maya Angelou: Liberation Ideology and Technique". In Bloom's Modern Critical Views—Maya Angelou, Harold Bloom, ed. New York: Infobase Publishing, pp. 121–132. ISBN 978-1-60413-177-2
- Gillespie, Marcia Ann, Rosa Johnson Butler, and Richard A. Long. (2008). Maya Angelou: A Glorious Celebration. New York: Random House. ISBN 978-0-385-51108-7
- Hagen, Lyman B. (1997). Heart of a Woman, Mind of a Writer, and Soul of a Poet: A Critical Analysis of the Writings of Maya Angelou. Lanham, Maryland: University Press. ISBN 978-0-7618-0621-9
- Long, Richard. (2005). "Maya Angelou". Smithsonian 36, (8): pp. 84–85
- Lupton, Mary Jane (1998). Maya Angelou: A Critical Companion. Westport, Connecticut: Greenwood Press. ISBN 978-0-313-30325-8
- Neubauer, Carol E. (1990). "Maya Angelou: Self and a Song of Freedom in the Southern Tradition". In Southern Women Writers: The New Generation, Tonette Bond Inge, ed. Tuscaloosa, Alabama: The University of Alabama Press, pp. 1–12. ISBN 978-0-8173-0470-6